# Алексеев, Вячеслав Гаврилович
Вячеслав Гаврилович Алексеев (9 марта 1927 — май 1946) — юный герой-пионер, сын полка, участник Великой Отечественной войны.

## Биография
Родился 9 марта 1927 года в городе Воронеже. Семья Алексеевых проживала на углу улиц Малой Смоленской и Сакко и Ванцетти (в войну дом был разрушен). Рядом с домом была расположена школа, где Алексеев учился. В возрасте восьми лет умер его отец, мать вышла второй раз замуж. В семье росли трое детей: брат Борис, сестра и сам Слава. Старший брат и отчим были призваны в Красную Армию и погибли в боях.
Летом 1942 года после очередной бомбёжки, немцы увели мать и сестру Алексеева, а сам он спасся, спрятавшись в чулане. Он пристал к 233-му полку НКВД, видимо, посчитав своих родных погибшими. В начале июля Алексеев и ещё один раненый боец уцелели после боя у Чернавского моста, и нашли штаб 233 полка в Отрожке.
Алексеев участвовал в боях за северную окраину города. В красноармейской форме он числился «сыном полка», однополчане, шутя называли его юным чекистом. Слава находился в распоряжении старшего лейтенанта госбезопасности А. И. Головина, оперуполномоченного отдела полка Смерш. Именно по его приказу Вячеслав выполнял разведывательные задания у линии фронта, часто вместе с полковыми разведчиками ходил в тыл и Алексеев. Однажды его участие помогло спасти от смерти семьи преподавателей, которые не успели эвакуироваться. В этой операции была уничтожена фашистская засада. Нередко, отлично зная город, проводил в тыл врага взвод или роту чекистов, которые атаковали врага с уязвимых позиций. Алексеева ошибочно погибшим в боях за Воронеж и внесли его имя на мемориальную доску в городском парке.
В боях за Воронеж чекистов часто поддерживали тяжёлые танки КВ 475-го батальона Героя Советского Союза майора И. И. Маковского. Алексеев сошёлся с экипажем Героя Советского Союза младшего лейтенанта А. М. Серебрякова. Уже через несколько дней Алексеев начал воевать в этом танке.
К концу лета 1942 года 233-й полк был переброшен в Сталинград. Летом 1944 года полк вошёл в освобождённый Львов и разместился в своих же бывших казармах, уцелевших в войне. Всё это время Алексеев находился в полку. В феврале 1945 года Алексеев приезжал на побывку к своим родным в Воронеж.
Было уточнено, что красноармеец Алексеев проходил службу в пулемётно-миномётной роте 233-го полка конвойных войск НКВД-МВД СССР. Предположительно Вячеслав погиб в одной из освободительных операций, в боях с бандеровцами на Западе Украины в мае 1946 года.

## Память
- В Воронеже, у входа в Центральный парк, у стадиона «Динамо», находится братская могила. На памятной доске второй строкой указано имя Славы Алексеева, но его тела там нет. Надпись была сделана ошибочно[источник не указан 1638 дней].
- В 2019 году одна из улиц Воронежа названа именем Славы Алексеева[4].
- Очерк о Славе Алексееве написал А. И. Гринько.
- В Воронежском краеведческом музее хранятся материалы о Славе Алексееве.